# Bourdelles
Bourdelles – miejscowość i gmina we Francji, w regionie Nowa Akwitania, w departamencie Żyronda.
Według danych na rok 1990 gminę zamieszkiwało 119 osób, a gęstość zaludnienia wynosiła 17 osób/km² (wśród 2290 gmin Akwitanii Bourdelles plasuje się na 1057. miejscu pod względem liczby ludności, natomiast pod względem powierzchni na miejscu 1280.).